# Apis mellifera scutellata
Apis mellifera scutellata sau Albina meliferă de câmpie din Africa de Est este o subspecie a albinei melifere europene.
Este originară din Africa centrală, sudică și estică, deși în extremitatea sudică este înlocuită de albina meliferă din Cap (Apis mellifera capensis). Această subspecie a fost identificată ca făcând parte din ascendența albinelor africanizate (cunoscute și ca „albine ucigașe”) care se răspândesc în America de Nord și de Sud.
Introducerea albinei melifere din Cap în nordul Africii de Sud reprezintă o amenințare pentru albinele melifere de câmpie din Africa de Est. Dacă o lucrătoare dintr-o colonie de albine melifere din Cap pătrunde într-un cuib de albine melifere de câmpie din Africa de Est, nu este atacată, parțial datorită asemănării sale cu regina coloniei-gazdă. Deoarece este capabilă de reproducere partenogenetică, poate începe să depună ouă care eclozează în „clone” ale ei înseși, care, la rândul lor, vor depune ouă, ducând la creșterea numărului de lucrătoare parazite A. m. capensis. Moartea coloniei-gazdă apare din cauza scăderii numărului de lucrătoare A. m. scutellata care se ocupă cu culesul (lucrătoarele A. m. capensis sunt foarte slab reprezentate în activitatea de cules), morții reginei și, înaintea morții reginei, competiției pentru depunerea de ouă dintre lucrătoarele A. m. capensis și regină. Când colonia moare, femelele capensis vor căuta o nouă colonie-gazdă.

## Caracteristici
O singură înțepătură a unei albine melifere de câmpie din Africa de Est nu este mai veninoasă decât cea a unei albine europene, însă albinele africane reacționează mult mai rapid atunci când sunt deranjate. Ele trimit de trei până la patru ori mai mulți lucrători pentru a răspunde unei amenințări. De asemenea, vor urmări un intrus pe o distanță mult mai mare față de stup.
Deși au existat cazuri în care persoane au murit în urma a 100–300 de înțepături, se estimează că doza letală medie pentru un adult este de aproximativ 500–1.100 de înțepături.
În ceea ce privește producția industrială de miere, în habitatul lor natural și în regiunile neo-tropicale, albina africană produce mult mai multă miere decât omologii săi europeni. Nu este clar dacă acest lucru se datorează unei capacități superioare de colectare a nectarului, unei lipse de adaptabilitate a albinelor europene la mediul tropical sau ambelor.
Producerea mai frecventă a roiurilor și părăsirea stupului (abscondarea) sunt alte exemple de trăsături adaptative la mediul tropical. În perioadele de secetă prelungită, aceste albine migrează către zone cu surse de hrană mai bune – o strategie aplicată și de Apis dorsata – spre deosebire de albinele europene și orientale, care tind să aștepte un sezon mai favorabil.
Lipsa unor nevoi energetice semnificative pentru termoreglarea cuibului în regiunile tropicale permite o dezvoltare foarte rapidă chiar și a celor mai mici colonii africane. Strategia de înmulțire prin roiuri mai frecvente, dar de dimensiuni mai mici, este perfect logică în acest context.

## Aspect

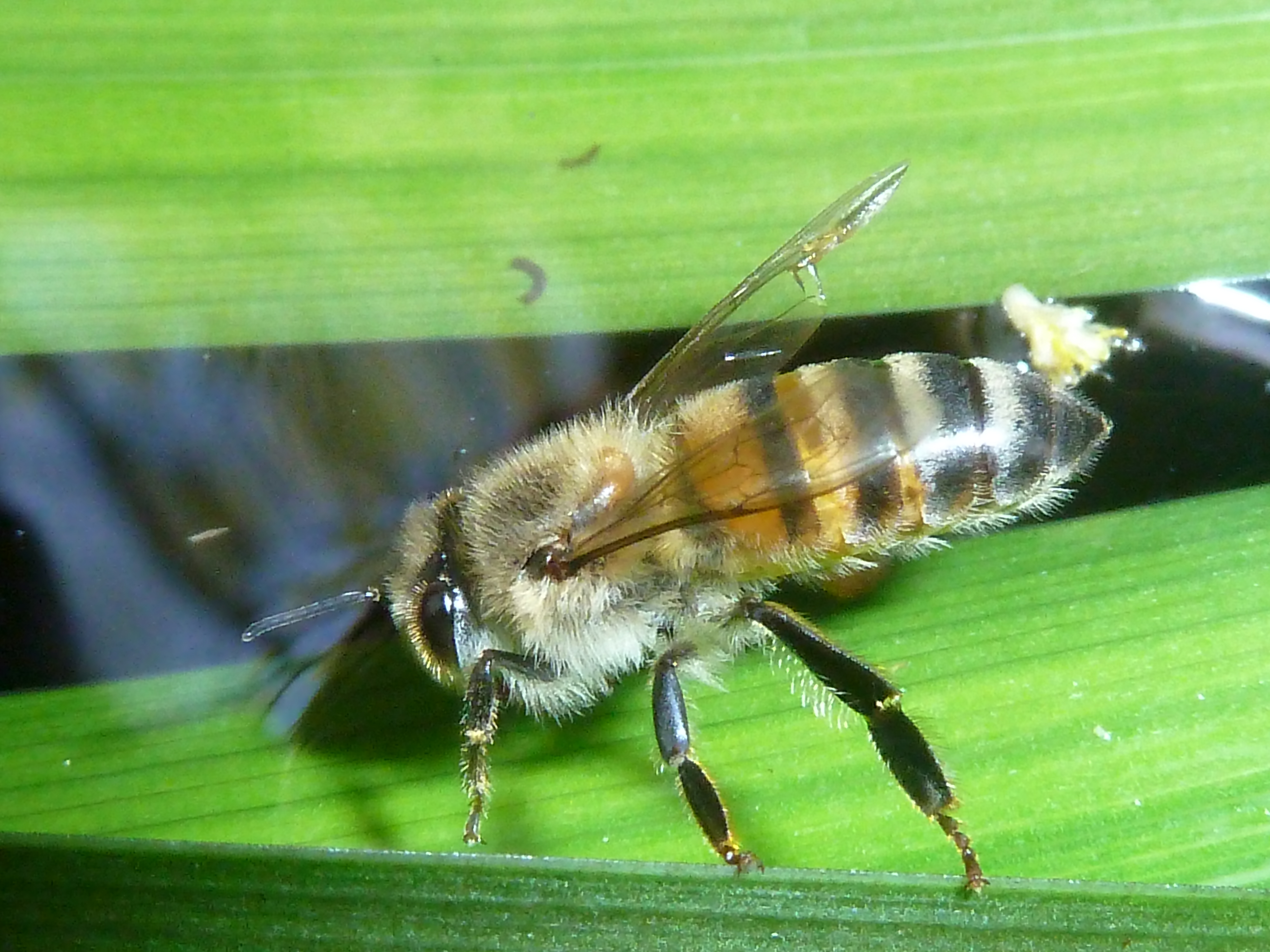
Albina meliferă de câmpie din Africa de Est

Aspectul albinei melifere de câmpie din Africa de Est este foarte asemănător cu cel al albinei europene. Totuși, albina africană este ușor mai mică. Partea superioară a corpului său este acoperită cu peri fini, iar abdomenul este dungat cu negru.

## Habitat
Habitatul natural al Apis mellifera scutellata include regiunile sudice și estice ale Africii. Specia a fost importată pentru prima dată peste Oceanul Atlantic în Brazilia, de unde s-a răspândit apoi în America Centrală, America de Sud și în zonele sudice ale Statelor Unite. Albina africanizată prosperă în regiunile tropicale și nu este bine adaptată zonelor reci sau celor cu precipitații abundente.

## Economia hrănirii și obiceiurile albinelor

### Conținutul de nectar și recoltarea

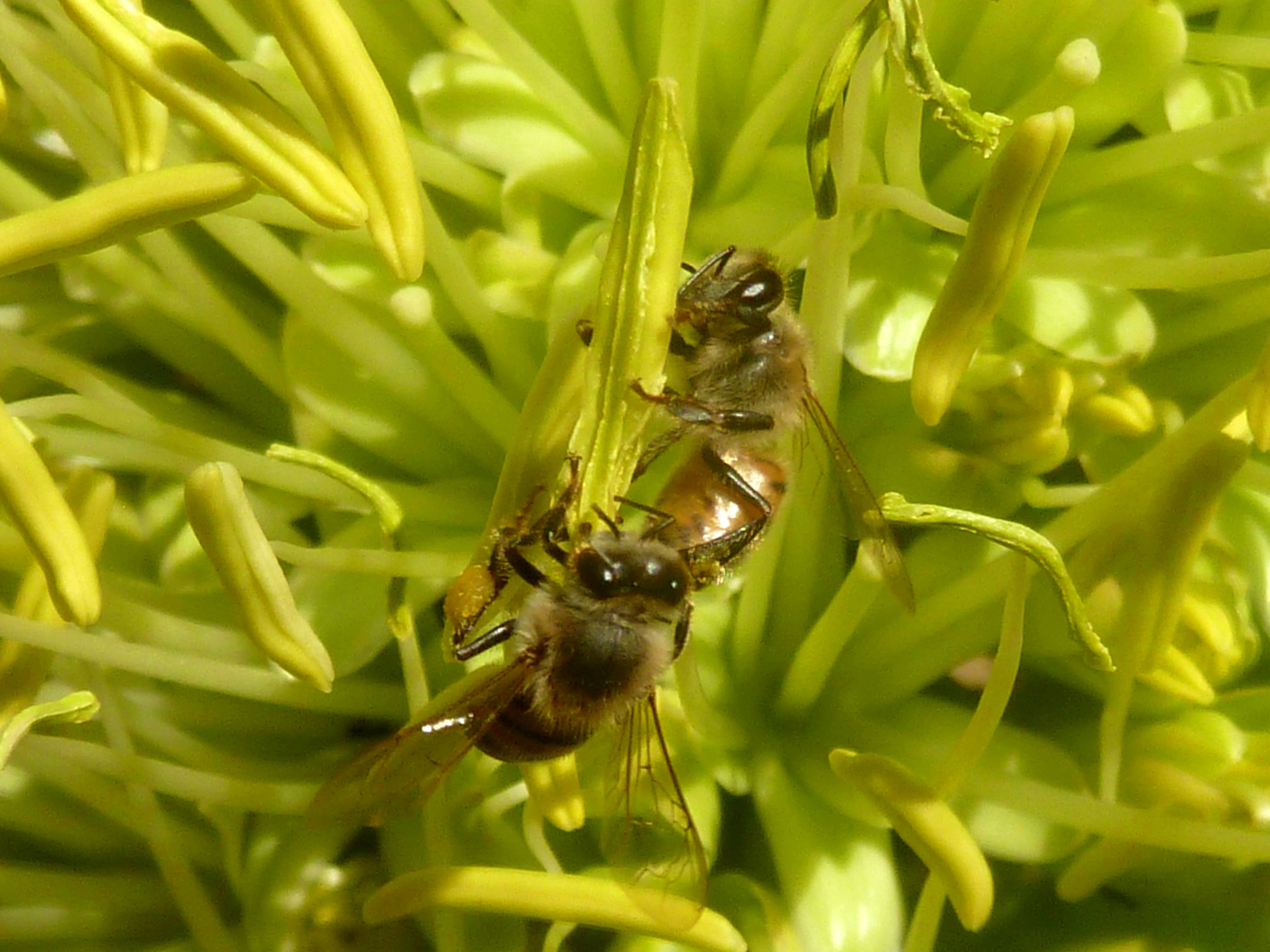
Albine lucrătoare din câmpiile de est ale Africii culegând polen de la o agavă coadă-de-vulpe introdusă

Albinele melifere se confruntă cu provocarea de a echilibra consumul și reînnoirea energiei în timpul căutării nectarului. Temperaturile ridicate ale toracelui necesare pentru zborul de culegere creează un dezechilibru termoreglator pe care albinele încearcă să-l atenueze, vizând anumite vâscozități și temperaturi ale surselor de nectar. La temperaturi ambientale mai scăzute, unde pierderea de energie este mai pronunțată, s-a demonstrat prin studiul asupra Apis mellifera scutellata că albinele caută nectar mai cald, mai puțin concentrat și mai puțin vâscos – un comportament avantajos din punct de vedere energetic.
Nectarul cu o concentrație mare de zahăr este mai vâscos și, prin urmare, reduce viteza de consum și cantitatea de nectar pe care o pot transporta albinele. La temperaturi ambientale mai reci, recoltarea unor cantități mici de nectar concentrat nu permite albinelor să-și mențină metabolismul necesar zborului de culegere. Recoltarea unui nectar mai cald și mai puțin vâscos este avantajoasă datorită energiei câștigate din căldură. Albinele pot astfel să-și stabilizeze temperatura corporală și să compenseze energia pierdută în timpul zborului. La A. m. scutellata, s-a constatat că încărcătura de nectar era în mare parte depozitată în abdomen, deși nu este clar dacă acest lucru compensează pierderea de energie din torace în timpul zborului.
Se pare că un dezavantaj al recoltării unui nectar mai puțin vâscos este că acesta are și o concentrație mai mică de zahăr, ceea ce ar putea duce la o pierdere energetică pentru albine. Totuși, nu este așa; viteza de recoltare a nectarului cu vâscozitate mai redusă crește cantitatea recoltată într-un anumit interval de timp. Avantajul relativ este atât de mare încât este mai favorabil din punct de vedere energetic pentru o albină să colecteze nectar cald, chiar și la concentrații scăzute de zahăr (10%).
Albinele sunt recompensate energetic prin recoltarea nectarului care este mai cald decât temperatura ambientală, deoarece compensează energia pierdută în timpul zborului de culegere și obțin nectar mai ușor.
Capacitatea bondarilor de a diferenția căldura florilor după culoare și de a alege florile mai calde este un precedent notabil pentru selecția nectarului în funcție de temperatură la albinele melifere.

### Semnificația activității de culegere
S-a observat că Apis mellifera scutellata are rate mai ridicate de creștere a coloniei, reproducere și roire comparativ cu albinele europene (A. mellifera ligustica și A. mellifera mellifera), un avantaj adaptativ care le-a permis să devină o specie invazivă. Un studiu realizat de Fewell și Bertram a fost efectuat pentru a înțelege sursa acestor diferențe. Se credea că diferențele în strategia de adaptare sunt determinate de faptul că lucrătoarele africane au o preferință mai mare pentru polen în detrimentul nectarului, polenul fiind o resursă alimentară directă pentru puietul în curs de dezvoltare.
Un alt factor important luat în considerare a fost diferența dintre subspecii în ceea ce privește polihetismul în funcție de vârstă, adică alocarea diferitelor sarcini în funcție de vârsta albinei lucrătoare. Albinele tinere se concentrează pe sarcini din stup, precum îngrijirea puietului, iar populațiile relativ mai tinere de albine africane au fost considerate o posibilă explicație pentru accentul pus pe reproducere și expansiunea coloniei în cadrul acestei specii. Studiul a investigat, de asemenea, rolul pe care mediile sociale diferite ale coloniilor și variațiile genetice le-ar putea juca în discrepanțele de adaptabilitate dintre cele două subspecii.

#### Diferențe comportamentale

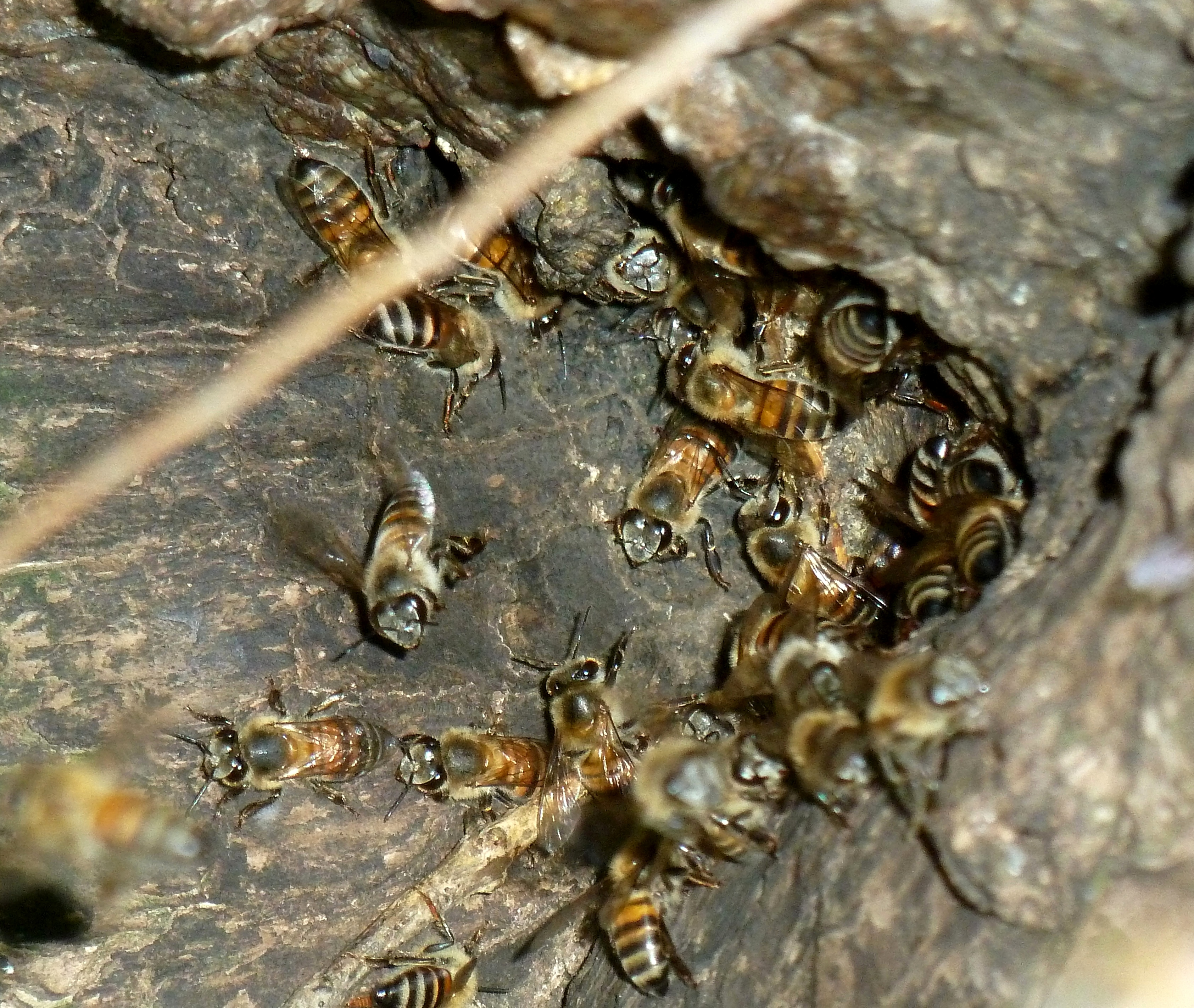
Albine lucrătoare din câmpiile de est ale Africii intrând și ieșind dintr-un cuib situat într-o crăpătură în stâncă

Principala diferență observată între albinele africane și cele europene se referă la câteva trăsături comportamentale ale lucrătoarelor, toate legate de preferințele alimentare ale acestora. S-a constatat că lucrătoarele Apis mellifera scutellata se concentrau mai mult pe procesarea polenului, în timp ce lucrătoarele europene se ocupau mai mult de procesarea nectarului. Albinele africane erau, de asemenea, mai predispuse să depoziteze polen, în timp ce cele europene depozitau miere. Studiul a arătat că preferințele alimentare ale lucrătoarelor determină dacă o colonie menține un anumit ritm de reproducere. De exemplu, dacă există mai puține lucrătoare sau lucrătoare relativ mai în vârstă care preferă nectar, atunci colonia nu va avea resursele necesare pentru a hrăni rapid și eficient puietul nou format. Preferințele alimentare ale lucrătoarelor au fost corelate cu variații genotipice la anumite locusuri cantitative specifice.
Albinele africane sunt considerate „culegătoare precoce”; A. m. scutellata încep să culeagă polen semnificativ mai devreme decât omologii lor europeni A. m. ligustica, iar acest lucru este asociat cu faptul că coloniile africane au o distribuție de vârstă mai tânără și dezechilibrată în comparație. Totuși, acest fapt nu este o cauză directă a strategiilor diferite de subzistență dintre cele două subspecii.

#### Compromisuri între cele două strategii
De-a lungul timpului, distribuția trăsăturilor genotipice pentru preferințele alimentare ale lucrătoarelor s-a grupat în jurul celor care conferă o înclinație către resurse ce îmbunătățesc fitness-ul subspeciilor. Echilibrul dintre costurile și beneficiile evolutive a modelat distribuția acestor trăsături genotipice. O populație de albine trebuie să găsească un echilibru între alocarea resurselor pentru creșterea membrilor actuali ai coloniei și reproducere. Dacă se consumă prea multă energie pentru menținerea unei colonii adulte, albinele pierd șansa de a se extinde prin reproducere, dar vor avea lucrătoare mai în vârstă, specializate pe resurse de nectar pentru energie (miere). Dacă se investește prea mult în reproducere, o astfel de colonie va fi mai puțin capabilă să supraviețuiască schimbărilor sezoniere drastice, pentru că are lucrătoare mai tinere specializate în polen pentru hrănirea puietului, nu pentru depozitarea energiei.

#### Evoluția strategiilor de viață
Aceste două strategii au fost adoptate respectiv de albinele europene și africane. Albinele europene trebuie să supraviețuiască iernii, un eveniment anual cu consecințe previzibile asupra mortalității. Încercarea de a satisface nevoile energetice ale coloniei și reproducerea ar putea reduce supraviețuirea lor generală în timpul iernii, astfel că este mai avantajos evolutiv să depoziteze nectar și miere. Albinele africane sunt mai vulnerabile în perioadele imprevizibile de lipsă de hrană sau atacuri, iar pentru ele este mai avantajos să producă cât mai mulți tineri, crescând astfel probabilitatea ca unii sau mulți să supraviețuiască. Astfel de condiții ar fi favorizat lucrătoarele care preferă culesul nectarului în coloniile europene și polenului în cele africane, oferind o explicație pentru modul în care a evoluat o divergență în comportamentul lucrătoarelor și în distribuția pe vârste la A. m. scutellata și A. m. ligustica. Studiul lui Fewell și Bertram este important pentru că oferă o metodă plauzibilă prin care caracteristicile de fitness ale subspeciilor ar fi putut evolua pornind de la un număr mic de diferențe comportamentale în rândul lucrătoarelor.

## Parazitism
Apis mellifera capensis (albina capului Bunei Speranțe) a monopolizat parazitismul social asupra gazdelor Apis mellifera scutellata în sudul Africii de Sud. În mod specific, lucrătoarele A. mellifera capensis produc feromoni esențiali, obțin statut reproductiv și răstoarnă regina A. m. scutellata. Parazitismul social la insectele sociale poate implica diverse forme de exploatare care perturbă diviziunea normală a muncii în colonie. Dezvoltarea recentă a tehnologiei pentru studierea compoziției genetice a coloniilor a relevat că aportul descendenților proveniți de la lucrătoarele parazite reproducătoare merită o atenție mai atentă.
În 1990, 400 de colonii A. m. capensis au fost mutate în apropierea subspeciei A. m. scutellata. Zece ani mai târziu, o singură linie clonă de lucrători a fost găsită devastând coloniile A. m. scutellata în nordul Africii de Sud.Monopolul acestei linii unice arată că ea a reușit să submineze reglarea reproducerii de către regină și mecanismele de recunoaștere ale lucrătorilor. Dietemann și colaboratorii au demonstrat că lucrătoarele parazite A. m. capensis pot produce feromoni mandibulari care imită pe cei ai reginelor A. m. scutellata atunci când sunt în prezența acestora.Dezorganizarea diviziunii muncii duce la părăsirea sau moartea coloniei parazitare.

### Metodă și rezultate
Deși mulți feromoni contribuie la reproducere, feromonii produși în glanda mandibulară a reginelor sunt strâns legați de reproducere și sunt produși și de lucrătoarele care se reproduc. Acești feromoni împiedică atacurile asupra lor, induc lucrătoarele să le recunoască ca regine și le oferă acces la alimente de calitate superioară. De asemenea, împiedică alte lucrătoare să devină reproductive. Lucrătoarele parazite A. m. capensis creează clone feminine și uzurpă regina A. m. scutellata. Parazitele și clonele lor în creștere devin singurele individe reproductive din colonie. Distrugerea diviziunii muncii reduce resursele, forțând în cele din urmă colonia să plece sau să moară.

### Evoluția producerii de feromoni
Linia unică a parazitului A. m. capensis a obținut un avantaj evolutiv pentru că, comparativ cu alte specii înrudite, nu este susceptibilă la suprimarea reproducției lucrătoarelor prin feromonii reginei gazdă. Variantele non-invazive ale A. m. capensis produc secreții mandibulare mai puține decât tulpina invazivă. În plus, secrețiile lor sunt mai puțin asemănătoare cu cele ale reginelor A. m. scutellata comparativ cu tulpina invazivă. Linia unică a fost selectată pentru rezistența sa crescută și capacitatea mai mare de a imita și suprima reglarea feromonală a reginelor gazdă.

### Diferențe feromonale
S-a descoperit că reginele A. m. scutellata produc mai mulți feromoni decât cele A. m. capensis, ceea ce sugerează că calitatea sau conținutul feromonilor, mai degrabă decât cantitatea, ar putea explica cum lucrătoarele A. m. capensis pot ignora semnalele reginei gazdă. Diferențele feromonale între subspecii sunt un subiect ce necesită investigații mai aprofundate pentru a înțelege modul în care parazitismul este posibil. Deoarece feromonii mandibulari au fost un punct central în studiul lui Dietemann și colaboratorii, este probabil ca și alte glande să contribuie la feromonii legați de statutul reproductiv.

### Avantaje și dezavantaje evolutive
Aspectul multifacetat al comunicării la insectele sociale face coloniile ușor de preluat în mod parazitar. Mai ales în cazul speciilor și subspeciilor apropiate, biologia și organizarea potențialelor gazde sunt similare cu cele ale speciilor parazite, facilitând infiltrarea. Pe de altă parte, paraziții potențiali se confruntă cu riscul de a fi descoperiți de regina gazdă, care este de obicei singura reproductivă din colonie. Existența lucrătoarelor parazite A. m. capensis este un exemplu de strategie evolutivă alternativă care le permite să-și crească „fitnessul direct în coloniile străine, mai degrabă decât fitnessul incluziv în stupurile natale.” Lucrătoarele își concentrează în mod obișnuit eforturile pe creșterea și îngrijirea larvelor înrudite cu ele, menținând astfel propagarea genelor lor și contribuind la fitnessul incluziv. Modelul parazitar este mai avantajos pentru că le permite lucrătoarelor să reproducă direct descendenți mai apropiați genetic și într-un număr mai mare, contribuind astfel la fitnessul direct.
Linia invazivă A. m. capensis a avut succes fie din cauza incapacității de a recunoaște corect semnalul reginei gazdă A. m. scutellata, fie a rezistenței la acest semnal. În final, acest caz reprezintă un exemplu interesant al unei vulnerabilități preexistente la parazitismul social în cadrul A. m. scutellata.Organismele evoluează strategii reproductive care asigură supraviețuirea și propagarea genelor lor. Strategiile reproductive de succes fac față constrângerilor economice specifice organismului. Relația parazitară dintre A. m. scutellata și A. m. capensis este un exemplu de cum o strategie de recunoaștere chimică și menținere a diviziunii reproducătoare a muncii, de obicei eficientă, poate fi subminată de strategii concurente și exploatatoare.

## Evoluție
Ipoteza de bază pentru comportamentul agresiv al albinelor de câmpie din estul Africii este că această rasă a evoluat într-un mediu arid, unde hrana era limitată. În aceste condiții, selecția a favorizat coloniile mai agresive, care își protejau sursa de hrană și stupul împotriva prădătorilor și a albinelor tâlhari din alte colonii. Acest comportament a permis coloniilor mai agresive să supraviețuiască, în timp ce coloniile mai puțin agresive au fost eliminate prin selecție naturală.